# Borda de Jaumet
La Borda de Jaumet és una borda del terme municipal de la Torre de Cabdella, en el seu terme primigeni. És al sud-est del poble d'Astell i al sud-oest del de Molinos. És en el pendís que uneix el poble d'Astell amb el fons de la vall.